# 国際文化会館図書室
国際文化会館図書室（The International House of Japan Library、略称:I-House Library）は、東京都港区六本木の国際文化会館にある、日本研究の専門図書館。1953年開設。

## 概要
国際文化会館図書室は、「日本」を研究している内外の多くの研究者に利用されている専門図書館である。創設以来、日本を理解するための学術交流を活動の柱として、日本研究者やジャーナリスト、作家や芸術家などに対し、資料や情報を提供し、機関・人物を紹介してきている。

### 蔵書
所蔵資料の収集分野は日本研究及び関連する国際関係・東アジア関係で、人文・社会科学分野の欧文図書が中心である。2023年時点の蔵書数は図書27,000冊、雑誌400誌、新聞5紙、電子ジャーナル13誌で、オンラインデータベースが2種となっている。

### サービス
OPACは公開されているが、図書室の利用は会員のみに限られ、開館時間は平日と土曜の9時から18時で、雑誌・辞書コーナーは休日も22時まで利用できる。サービス内容は閲覧、複写、貸出、レファンレンス、情報検索、資料の取寄せ、他館の紹介などで、新着図書や図書館ニュースを掲載したメールマガジンの配信も行っている。図書室は専門図書館協議会会員で、会員館との相互貸借も実施してる。なお、図書室の利用案内を兼ねた見学会を毎月開催している。

### 施設
図書室は国際文化会館の1階にあり、座席数は14で、PCの持ち込み利用は1部の机で可能。最寄り駅は東京メトロ南北線および都営地下鉄大江戸線麻布十番駅。

## 設立の経緯
1952年、「日本人と米国その他の諸国人との文化交流と知的協力とをはかり、もって国際親善と理解とを増進すること」を目的に財団法人国際文化会館が設立された。財団の「寄付行為」第4条には「国際間の文化交流と知的協力に資すべき図書、および国際関係・民主主義等に関する図書を主とする図書室の維持経営」が定められており、当初から図書室の設置が計画されていた。その背景には、「学術、文化の国際交流を考えるばあいに、図書刊行物を通じて行われる交流は最も基本的なものである」という考え方があった。
1953年、ライブラリアンの人選が図書館運営委員会で行なわれ、国立国会図書館参与の福田なをみ（1907-2007）の採用が認められ、福田は6月に図書室長となった。福田は戦前に米国で図書館学を学び、米国議会図書館に勤務した。1940年に帰国し、東京帝国大学図書館や外務省などで仕事をした。戦後はGHQに勤務した後、国立国会図書館創設の際にはCIE（民間情報教育局）特別顧問として来日したロバート・B・ダウンズの補佐役として働いた。
1955年、港区麻布鳥居坂に新しい会館の建物が完成し、それまで丸の内の東銀ビルにあった準備室が移転して国際文化会館が開館し、図書室もオープンした。

## 草創期の活動

### 図書室の運営
図書室の収集資料は、図書館運営委員会により「国際文化交流団体に相応しく人文科学、社会科学を基調として……アジア諸国に関する図書に重点」をおいた蔵書構成にすることが定められた。また会館利用者には英語が最も共通言語だったので英文書籍を中心にし、日本語出版物は必要な基本的参考図書に限定する方針も立てられた。図書の選択は選択委員に委嘱され、福田は図書室活動と蔵書内容を周知するためLibrary NewsとList of Current Acquisitionsを年に数回刊行した。図書室の活動は蔵書を利用に供するだけでなく、来訪する内外の学者や文化人たちへのレファレンス・サービス提供に重点が置かれるようになった。また日本の図書館人に対しても、「図書館建築と機能」と「図書館間の協力」をテーマにした研究会が定期的に開かれ、多くの図書館関係者が議論を交わし、知識を学んでいった。研究会テーマが日本ではまだ未発達だったレファレンス・サービスに及ぶと、文献だけでなくアメリカの現場を見たいという機運が生じてきた。

### アメリカ図書館研究調査団の派遣
福田は日本の中堅図書館員のグループがアメリカの図書館のレファレンス・サービスを調査することをロックフェラー財団に提案して了解を得、ALA（アメリカ図書館協会）の協力も得て1959年のALAセミナーに調査団を派遣することが決まった。ロックフェラー財団の助成が決定すると、調査団の人選や訪問先での発表等の準備が行われた。福田以下9名の調査団は1959年10月3日から12月4日まで2か月に渡りアメリカ各地を訪れ、80種以上の図書館を見学し、500人以上の図書館員と面会、さらに7か所で9回開かれたセミナーにも参加した。報告書は『アメリカの図書館』『American Libraries』として1960年に刊行された。また参加者たちは様々な形で成果を展開していった。調査団のメンバーは次の通り。福田なをみ（団長、国際文化会館）、天土春樹（国立国会図書館）、岩猿敏生（京都大学図書館）、小田泰正（国立国会図書館）、後藤純郎（日本大学図書館）、澤本孝久（慶應大学図書館学科）、清水正三（京橋公共図書館）、鈴木平八郎（国立国会図書館）、林政雄（大阪府立図書館）。

### 『日本の参考図書』編纂
調査団のメンバーはアメリカの図書館にはレファレンス・ブック（参考図書）が豊富にあり、それらのガイドブックもあることを観察した。福田は帰国後すぐに日本の参考図書ガイドの出版プロジェクトを立ち上げ、ロックフェラー財団の支援を受けて1961年3月に国際文化会館図書室に編集委員会が設けられ、『日本の参考図書』の編纂事業が始まった。日本図書館協会、国立国会図書館などの協力を得、福田を含む9名の編集委員により15か月に及ぶ編纂作業の末、1962年5月国際文化会館内日本の参考図書編集委員会の編集発行で初版が刊行された。これは基本的な参考図書である書誌、事典、統計、地図、年鑑など約2,900点を解題付きで紹介したもので、初刷1,000部は半月で売り切れ、増刷された。その後1965年には改訂版がロックフェラー財団とアジア財団の助成により国際文化会館編、日本図書館協会発行として刊行され、以降編集業務一切が日本図書館協会へ引き継がれた。

### 日本研究の専門図書館へ
図書室の蔵書は、当初の方針である国際交流団体に相応しい分野の書物から次第に変化して、日本関係欧文図書が増えていった。利用する外国人学者の大多数が日本研究者であり、日本語が読めなくても日本について知る必要があったことなどが要因にあげられる。日本関係欧文書籍は国立国会図書館や大学図書館などでも収集していたが、国際文化会館には宿泊施設もあり、訪日外国人研究者にとってその図書室は利便性の高い専門図書館として活発に利用されるようになっていった。福田はアメリカの日本研究図書館を訪問して調査するとともに、『「日本の参考図書」に現われた年鑑類細目』（1967年）、『明治・大正・昭和邦訳アメリカ文学書目』（1968年）などいくつもの書誌をまとめて刊行した。このほかにも図書館界の人材育成や国際交流において中心的な役割を果たし、図書室は日本研究における日本の窓口といえる存在になっていった。

## 近年の活動
1970年代半ばには日本研究の専門図書館としての立場を確立していった図書室では、国際文化交流・学術交流を支援する様々な活動を展開した。その1つは日本研究に役立つ日本の書籍（Books of Japan）や日本に関する書籍（Books on Japan）の紹介で、日本の参考図書の英文解題付き書誌A guide to reference books for Japanese studiesの編纂を行ったり、欧文で書かれた日本についての書籍の展示会を1972年から1992年にかけて6回開催し、展示図書目録も刊行した。1979年出版のModern Japanese literature in translation; a bibliography（近代日本文学翻訳書目）は、社団法人出版文化国際交流会の第8回国際出版文化賞を受賞している。
支援活動のもう1つは、海外の日本関係図書館専門家を養成するプログラムの企画と実施で、1970年代から1990年代前半までは個別研修の形で研修生を受け入れた。1990年代後半からは多国の研修生からなるグループを日本に招聘して研修を行う形となり、1997年から2001年までの5年間には25か国から65名の司書が参加した。2001年にはその実績を踏まえ、今後の方向性を検討する国際会議を開催し、2002年からは対象を司書だけでなく「日本研究に関連する情報を扱う専門家全般」に広げて2004年まで開催した。シンポジウム、国際会議、ワークショップの記録は国際交流基金から刊行され、日本図書館協会が販売している。2011年から2013年には国立国会図書館と共催で日本情報専門家ワークショップを開催した。
2013年からは「Reading about Japan at I-House Library」と題した講演会や、人物や文芸などテーマごとの書籍展示会を開催している。2016年には専門図書館協議会平成28年度総会・表彰式（2016年6月23日開催）において、団体功績表彰を受賞した。

### 日本研究司書研修と国際会議
「」内はシンポジウム、ワークショップのテーマ
- 第1回（平成8年度）1997年2月17日～3月7日[52][53]
- 第2回（平成9年度）1998年1月19日～2月6日[52]
- 第3回（平成10年度）1999年1月18日～2月5日 ｢日本情報の国際的流通：日本研究の基盤を考える」[52]
- 第4回（平成11年度）2000年1月17日～2月4日 ｢海外における日本資料提供の協力体制」[54]
- 第5回（平成12年度）2001年1月22日～2月9日 ｢海外の日本研究図書館とその協力活動」[54]
- 「日本研究学術資料情報の利用整備に関する国際会議」2001年12月17日～18日[55]

### 日本研究情報専門家研修
- （平成14年度）2002年12月1日～21日「デジタル時代のレファレンス：日本研究情報を中心として」[56]
- （平成15年度）2003年12月1日～19日「日本研究に役立つ電子情報源とその利用：商用データベースを中心として」[57]
- （平成16年度）2004年11月29日～12月17日「デジタル時代の情報リテラシー教育 : 日本研究に関わる学術図書館を中心として」[47]

### 図書室のミッションステートメント
日本研究専門図書館としての国際文化会館図書室の役割を明確化し、その存在意義を外部に明確に提示するために、「国際文化会館図書室ミッションステートメント」が策定されている。その「目的」には、「本図書室は日本研究のための資料・情報センターとして、日本と近隣諸国に関する資料および情報を収集し、内外の研究者等に提供することにより、日本と諸外国との知的協力に寄与することを目的とする」と記載されている。

## 刊行物
国際文化会館図書室が編集した主な刊行物は次の通り。
- List of major second-hand book stores in Tokyo. International House Of Japan Library. (1955)[59][60]
- A bibliography of books and articles on the Japanese people by Japanese authors. International House Of Japan Library. (1955)[59][60]
- A brief guide to Japanese library resources. International House Of Japan Library. (1960). NCID BB09487696[59][60]
- List of Japanese libraries. International House Of Japan Library. (1962)[59][61]
- 『「日本の参考図書」に現われた年鑑類細目』日本図書館協会、1967年。doi:10.11501/2939307。
- Modern Japanese literature in western translations; a bibliography. International House Of Japan Library. (1972)
- Modern Japanese literature in translation; a bibliography（近代日本文学翻訳書目）. Kodansha International. (1979). ISBN 0-87011-339-9
- A guide to reference books for Japanese studies（日本研究のための参考図書）. 国際文化会館図書室. (c1989). ISBN 4-9900022-1-0[62]
- A guide to reference books for Japanese studies（日本研究のための参考図書）Rev. ed. 国際文化会館図書室. (c1997). NCID BA30549526